# Akaska
Akaska est une municipalité américaine située dans le comté de Walworth, dans l'État du Dakota du Sud. Selon le recensement de 2010, elle compte 42 habitants. La municipalité s'étend sur 0,61 milles carrés (1,58 km2).
Le nom de la localité serait la déformation d'une expression sioux, signifiant selon les dialectes « une femme qui vit avec plusieurs hommes » ou « finir son assiette ».

## Démographie
| 1910 | 1920 | 1930 | 1940 | 1950 | 1960 |
| ---- | ---- | ---- | ---- | ---- | ---- |
| 114  | 101  | 169  | 151  | 84   | 90   |

| 1970 | 1980 | 1990 | 2000 | 2010 | - |
| ---- | ---- | ---- | ---- | ---- | - |
| 46   | 49   | 52   | 31   | 42   | - |